# Rajka
Rajka (tyska: Ragendorf, kroatiska: Rakindrof) är en ort i Ungern. Den ligger i provinsen Győr-Moson-Sopron, i den nordvästra delen av landet, 150 km väster om huvudstaden Budapest. Rajka ligger 128 meter över havet och antalet invånare är 2 601. Motorvägen M15 som utgör en del i motorvägsförbindelsen mellan Budapest och Bratislava går förbi Rajka.
Terrängen runt Rajka är mycket platt. Runt Rajka är det ganska tätbefolkat, med 124 invånare per kvadratkilometer. Närmaste större samhälle är Mosonmagyaróvár, 15,2 km söder om Rajka. Trakten runt Rajka består till största delen av jordbruksmark.